# Ignacio Gogorza Izaguirre
Ignacio Gogorza Izaguirre, S.C.I. di Béth. (Azkoitia, 28 de julho de 1936) é um prelado espanhol da Igreja Católica com atuação no Paraguai, bispo-emérito de Encarnación e presidente-emérito da Conferência Episcopal do Paraguai.

## Biografia
Nascido em Azkoitia, no País Basco, em 28 de julho de 1936, fez seus estudos filosóficos e teológicos no seminário que a Congregação do Sagrado Coração de Jesus de Bétharram possui em Floirac, na França. Foi ordenado padre em 29 de junho de 1961.
Foi enviado a Buenos Aires como membro da Província Religiosa de Río de la Plata composta pela Argentina, Paraguai e Uruguai. Em Buenos Aires obteve o título universitário de professor de literatura e em Roma frequentou cursos de formação religiosa e teológica. Em seguida, desenvolveu um intenso trabalho pastoral e acadêmico, não só em seu próprio Instituto, mas também em nível paroquial e diocesano nas Igrejas locais da Argentina (Buenos Aires, Rosário e Lomas de Zamora) e do Paraguai (Assunção e Alto Paraná).
Em 26 de março de 1998, foi nomeado pelo Papa João Paulo II como bispo de Coronel Oviedo e recebeu a ordenação episcopal no dia 7 de junho seguinte, no Centro Educativo "San Enrique de Ossó" de Coronel Oviedo, pelas mãos de Dom Felipe Santiago Benitez Avalos, arcebispo de Assunção, coadjuvado por Dom Claudio Silvero Acosta, S.C.I., bispo-auxiliar de Encarnación e por Dom Celso Yegros Estigarribia, bispo de Carapeguá.
Em 2 de março de 2001, foi transferido para a Diocese de Ciudad del Este. Em 12 de julho de 2004, foi transferido para a Diocese de Encarnación, onde fez sua entrada solene em 12 de setembro do mesmo ano. Em novembro de 2005, foi eleito como presidente da Conferência Episcopal do Paraguai, cargo que exerceu até novembro de 2011.
Em 15 de novembro de 2014, apresentou ao Papa Francisco a sua renúncia, conforme o cânon 401 § 1 do Código de Direito Canônico.